# La Esperanza, Hueytamalco
La Esperanza är en ort i Mexiko.   Den ligger i kommunen Hueytamalco och delstaten Puebla, i den sydöstra delen av landet, 200 km öster om huvudstaden Mexico City. La Esperanza ligger 890 meter över havet och antalet invånare är 189.
Terrängen runt La Esperanza är huvudsakligen kuperad, men söderut är den bergig. Runt La Esperanza är det ganska tätbefolkat, med 160 invånare per kvadratkilometer. Närmaste större samhälle är Teziutlan, 14,0 km sydväst om La Esperanza. I omgivningarna runt La Esperanza växer i huvudsak städsegrön lövskog.